# North Haven (Connecticut)
North Haven is een plaats (census-designated place) in de Amerikaanse staat Connecticut, en valt bestuurlijk gezien onder New Haven County.

## Demografie
Bij de volkstelling in 2000 werd het aantal inwoners vastgesteld op 23.035.

## Geografie
Volgens het United States Census Bureau beslaat de plaats een oppervlakte van
54,6 km², waarvan 53,8 km² land en 0,8 km² water.

## Plaatsen in de nabije omgeving
De onderstaande figuur toont nabijgelegen 'incorporated' en 'census-designated' plaatsen in een straal van 16 km rond North Haven.

## Geboren
- Alfred Goodman Gilman (1941-2015), farmacoloog, biochemicus en Nobelprijswinnaar (1994)